# 906年
| 千纪： | 1千纪                                                                                              |
| 世纪： | 9世纪 \| 10世纪 \| 11世纪                                                                          |
| 年代： | 870年代 \| 880年代 \| 890年代 \| 900年代 \| 910年代 \| 920年代 \| 930年代                          |
| 年份： | 901年 \| 902年 \| 903年 \| 904年 \| 905年 \| 906年 \| 907年 \| 908年 \| 909年 \| 910年 \| 911年    |
| 纪年： | 丙寅年（虎年）；唐（南吴）天祐三年；大長和安国五年；日本延喜六年；后百济正开六年；后高句丽圣册二年 |

## 大事记
- 军阀朱全忠捕杀枢密使蒋玄晖，密令缢杀先帝唐昭宗遗孀、在位皇帝唐哀帝母何太后，并污蔑她及追废她为庶人。并杀宰相柳璨。
- 八月，晉王李克用趁著梁王朱全忠進攻滄州之時攻佔潞州，並派昭義節度使李嗣昭駐守。
- 十月，靜難軍節度使李繼徽与鳳翔節度使李茂貞攻打定难军，朱全忠命刘知俊和都将康怀贞赴援，李茂貞軍大挫，從此不振。

## 出生
- 留從效

## 逝世
- 蒋玄晖
- 积善太后
- 永明公主
- 柳璨
- 遥辇钦德
- 安陽公主 (後梁)
- 鍾傳
- 李襲吉